# Paris-Bourges 2018
Paris-Bourges 2018 est la 68e édition de la course cycliste française Paris-Bourges se déroulant le 4 octobre 2018 entre Gien (Loiret) et Bourges (Cher), sur une distance de 193,7 kilomètres.
La course fait partie du calendrier UCI Europe Tour 2018 en catégorie 1.1 et est remportée par le Français Valentin Madouas (Groupama-FDJ).

## Présentation

### Équipes
18 équipes sont au  départ de la course : deux équipes UCI WorldTeam, dix équipes continentales professionnelles et six équipes continentales.
| WorldTeams (2)- AG2R La Mondiale - Groupama-FDJ Équipes continentales professionnelles (10)- Direct Énergie - Cofidis, Solutions Crédits - Delko-Marseille Provence-KTM - Fortuneo-Samsic - Vital Concept - Sport Vlaanderen-Baloise - Wanty-Groupe Gobert - WB-Aqua Protect-Veranclassic - Euskadi Basque Country-Murias - Israel Cycling Academy Équipes continentales (6)- Saint Michel-Auber 93 - Roubaix Lille Métropole - Differdange-Losch - Vorarlberg-Santic - Cibel-Cebon - Development Team Sunweb |
| |

## Classement final
| \| Classement général \| Classement général \| Classement général \| Classement général \| Classement général \| \| Coureur \| Coureur \| Pays \| Équipe \| Temps \| \| ------------------ \| ------------------ \| ------------------ \| -------------------------- \| ------------------ \| \| 1er \| Valentin Madouas \| France \| Groupama-FDJ \| 4 h 20 min 27 s \| \| 2e \| Bryan Coquard \| France \| Vital Concept \| + 0 s \| \| 3e \| Christophe Laporte \| France \| Cofidis, Solutions Crédits \| + 0 s \| \| 4e \| Bram Welten \| Pays-Bas \| Fortuneo-Samsic \| + 0 s \| \| 5e \| Milan Menten \| Belgique \| Sport Vlaanderen-Baloise \| + 0 s \| \| 6e \| Jon Aberasturi \| Espagne \| Euskadi-Murias \| + 0 s \| \| 7e \| Andrea Pasqualon \| Italie \| Wanty-Groupe Gobert \| + 0 s \| \| 8e \| Mickaël Delage \| France \| Groupama-FDJ \| + 0 s \| \| 9e \| Nils Eekhoff \| Pays-Bas \| Team Sunweb \| + 0 s \| \| 10e \| Damien Touzé \| France \| Saint Michel-Auber 93 \| + 0 s \| |                    |          |                            |                 |
| |                    |          |                            |                 |
| Source : ProCyclingStats |                    |          |                            |                 |
| Classement général |                    |          |                            |                 |
| Coureur | Coureur            | Pays     | Équipe                     | Temps           |
| 1er | Valentin Madouas   | France   | Groupama-FDJ               | 4 h 20 min 27 s |
| 2e | Bryan Coquard      | France   | Vital Concept              | + 0 s           |
| 3e | Christophe Laporte | France   | Cofidis, Solutions Crédits | + 0 s           |
| 4e | Bram Welten        | Pays-Bas | Fortuneo-Samsic            | + 0 s           |
| 5e | Milan Menten       | Belgique | Sport Vlaanderen-Baloise   | + 0 s           |
| 6e | Jon Aberasturi     | Espagne  | Euskadi-Murias             | + 0 s           |
| 7e | Andrea Pasqualon   | Italie   | Wanty-Groupe Gobert        | + 0 s           |
| 8e | Mickaël Delage     | France   | Groupama-FDJ               | + 0 s           |
| 9e | Nils Eekhoff       | Pays-Bas | Team Sunweb                | + 0 s           |
| 10e | Damien Touzé       | France   | Saint Michel-Auber 93      | + 0 s           |

## Classements UCI
La course attribue aux coureurs le même nombre de points pour l'UCI Europe Tour 2018 et le Classement mondial UCI.
| 1  | Valentin Madouas   | Groupama-FDJ                  | 125 |
| 2  | Bryan Coquard      | Vital Concept                 | 85  |
| 3  | Christophe Laporte | Cofidis                       | 70  |
| 4  | Bram Welten        | Fortuneo-Samsic               | 60  |
| 5  | Milan Menten       | Sport Vlaanderen-Baloise      | 50  |
| 6  | Jon Aberasturi     | Euskadi Basque Country-Murias | 40  |
| 7  | Andrea Pasqualon   | Wanty-Groupe Gobert           | 35  |
| 8  | Mickaël Delage     | Groupama-FDJ                  | 30  |
| 9  | Nils Eekhoff       | Sunweb Development            | 25  |
| 10 | Damien Touzé       | Saint Michel-Auber 93         | 20  |